# Вестерное
Вестерное (нім. Westernohe) — громада в Німеччині, розташована в землі Рейнланд-Пфальц. Входить до складу району Вестервальд. Складова частина об'єднання громад Реннерод.
Площа — 7,50 км2. Населення становить 930 ос. (станом на 31 грудня 2020).